# Bacula striolata
Bacula striolata is een slakkensoort uit de familie van de Eulimidae. De wetenschappelijke naam van de soort is voor het eerst geldig gepubliceerd in 1863 door H. Adams & A. Adams.